# Roger Christian (Filmregisseur)

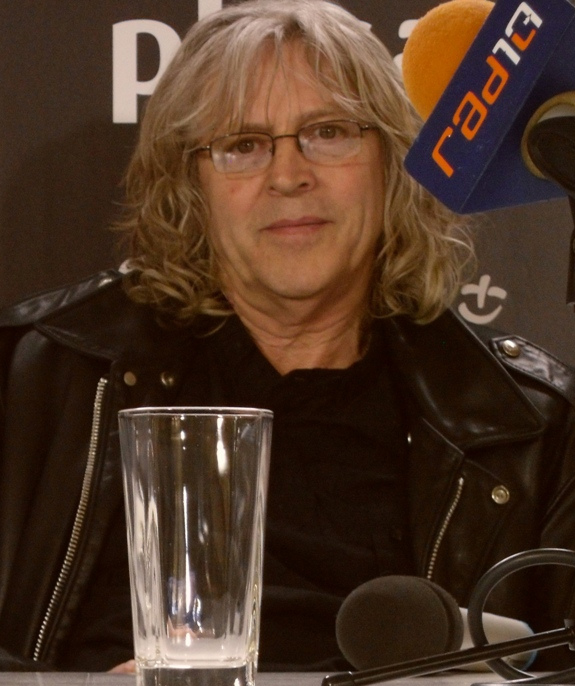
Roger Christian (2011)

Roger Christian (* 1944 in London, England) ist ein britischer Filmregisseur.

## Leben
Roger Christian begann seine Karriere im Filmgeschäft als Assistant Art Director und Set Decorator. 1977 wurde er für seine Arbeit an Krieg der Sterne mit dem Oscar in der Kategorie Best Art Direction-Set Decoration ausgezeichnet. Zwei Jahrzehnte später war er für Star Wars: Episode I – Die dunkle Bedrohung als Second-Unit-Director tätig.  
Sein Debüt als Regisseur gab er 1979 mit dem Kurzfilm Black Angel. Sein erster Spielfilm folgte drei Jahre später mit Teuflische Signale.
2001 wurde er für seinen wohl bekanntesten Film Battlefield Earth – Kampf um die Erde mit einer Goldenen Himbeere als Schlechtester Regisseur ausgezeichnet. 2013 kam unter der Regie von Christian der Science-Fiction Film The Ark – Wir sind nicht allein in die Kinos.

## Filmografie (Auswahl)
Regisseur
- 1981: The Dollar Bottom (oscarprämierter Kurzfilm)
- 1982: Teuflische Signale (The Sender)
- 1984: Redwing – Flucht vor den schwarzen Droiden (Starship)
- 1994: Nostradamus
- 1995: The Final Cut – Tödliches Risiko (The Final Cut)
- 1996: Vatertag – Ein guter Tag zum Sterben (Underworld)
- 1997: Masterminds – Das Duell (Masterminds)
- 2000: Battlefield Earth – Kampf um die Erde (Battlefield Earth: A Saga of the Year 3000)
- 2004: Bandido
- 2013: The Ark – Wir sind nicht allein (Stranded)
- 2013: Prisoners of the Sun